# ルパン三世 (TV第1シリーズ)の登場人物
ルパン三世 (TV第1シリーズ)の登場人物（ルパンさんせい (テレビだい1シリーズ)のとうじょうじんぶつ）では、『ルパン三世 (TV第1シリーズ)』で登場する人物を列挙する。
本項では、漫画家モンキー・パンチ原作のアニメ『ルパン三世』のTV第1シリーズで登場した様々な人物を列挙している。
また、本項目では、名前の判明している人物（一部例外を除く）のみを取り扱う。

## 主要登場人物
ルパン三世のみ毎回登場。詳細は『ルパン三世』を参照。
ルパン三世
声 - 山田康雄
次元大介
声 - 小林清志
石川五ヱ門
声 - 大塚周夫
峰不二子
声 - 二階堂有希子
銭形警部
声 - 納谷悟朗

## 準レギュラー
警視総監（けいしそうかん）
声 - 永井一郎
銭形の上司。アニメの路線変更を受けて登場した親しみやすいキャラクター。15、18、19、22、23話に登場する。
第8話では、Mr.ゴールドとは20年来の友人であるということが明かされている。

## 各話ゲスト

### 1話「ルパンは燃えているか…?!」
コミッショナー
声 - 滝口順平、茶風林（ルパンは今も燃えているか？）
犯罪組織「スコーピオン」のボスで、別名・ミスターX。ルパン一族が築いたルパン帝国を商売敵として敵対視している。
レースに目がないルパンを自らが5年の歳月と50億(数字のみで通貨の言及は無い。第2シリーズではルパンが50億ドルと言っている)の巨費を投じて建設したレース場「飛騨スピードウェー」にレーサーとして招待し、事故に見せかけて抹殺を図ったものの、レース途中に次元と入れ替わってアジトに乗り込んできたルパンによって感電させられてあっけなく倒され、レース場も徹底的に破壊されて逃亡した。
スコーピオンが企てた同レースには銭形もレーサーとして参加しており、その他はサーティースのジョン・サーティース、タイレルのジャッキー・スチュワート、マクラーレンのデニス・フルム、マトラのジャン・ピエール・ベルトワーズと紹介されているが、これはアニメ放送時の1971年に実際にF1世界選手権で活躍していたマシンやレーサーである。なお、ルパンが乗っているのはフェラーリ・312B、銭形が乗っているのはロータス・72である。
後に『TV第2シリーズ』でも1話と65話の2回再登場している。

### 2話「魔術師と呼ばれた男」
パイカル
声 - 江角英明、野沢那智（生きていた魔術師）、家中宏（ルパンは今も燃えているか？）
「暗黒街の魔術師」として恐れられている男。名前は実在する酒と同じであり、ルパンに「酔っぱらっちまいそうな名前」と言われる。
弾丸はおろか、大砲の弾をも跳ね返し、指から火を噴き、さらには宙に浮く。その秘密は指に火炎放射器を仕込み、ガラス板の上に乗っているという単純なもの（この宙に浮く技術については、後に劇場版『ルパン三世 ルパンVS複製人間』で「飽き飽きしてんだよ」と言われてしまう）であった。「超硬質液体」の製法を記してあるマイクロフィルムを奪った不二子を最初に襲い、そのマイクロフィルムがルパンの手に渡ったためルパンとも決闘を繰り広げ、一度はルパンを追い詰めるが、フィルムに記された「超硬質液体」の製法を解読されてルパンも不死身の体を得てしまい、最後には液体の効き目が切れて火炎放射器で焼かれ、自らのアジト付近にある「エンマの滝」の滝壺に転落、一度は死んだと思われたが、瀕死の状態から蘇って復讐を試みたタフガイ。
愛用拳銃は、ベレッタM1934で、愛車は、メッサーシュミットKR200。
原作では「白乾児」の漢字表記に「パイカル」のルビが振られている。同じ女とは三度までしか寝ない主義。
OVA『ルパン三世 生きていた魔術師』で再登場。その際に披露した能力はその原理について何の説明もされておらず、本物の魔術であるかのように描かれている。
超硬質液体
特殊な皮を作る薬品。この薬を物の表面に塗ることで高度な耐熱・防弾効果を得る。ただし薬の効力期間は極めて短い。
3つのマイクロフィルムを重ねることでこの薬品の化学式が表示されるが、製法をルパンに知られたことに動揺したパイカルが、ルパンがフィルムを所持していることに気付かず彼に火を吹いたことで焼失してしまった（ルパン本人は超硬質液体を塗っていたため無傷）。

### 3話「さらば愛しき魔女」
リンダ
声 - 武藤礼子
世界的物理学者・ハインラインの助手。
金髪の純潔な美女だが、彼の手によって、粉末をある液体と混ぜると強力なエネルギーを生み出す、キラー・イン・キラーズの島に生息する青い花「第三の太陽」の人体実験の餌食となり、その花なしでは生きられない身体になってしまい、「私を守って」とルパンに助けを求めるが、最後は燃え盛る第三の太陽と共に消滅してしまった。
ハインライン
声 - 千葉耕市
核分裂理論の権威である博士。
「第三の太陽」の平和利用を研究目的としていたが、その一方で自分の助手であるリンダに「第三の太陽」の人体実験を施して、その花なしでは生きられない身体にしてしまい、さらには第三の太陽の特異な性質に目を付け兵器転用を企む「キラー・イン・キラーズ」に、自分の研究所がある島を基地にされてしまった。そのキラー・イン・キラーズに研究所を襲撃された際に、次元と共に難を逃れ、その後合流したルパンとも協力して、第三の太陽を徹底的に燃やし尽くすと共に、償いとしてリンダの命をも葬り去り、直後スターンに射殺されてしまったが、死の間際に、海底に眠るミサイル（第三の太陽の製品化第一号を積んだ核弾頭）の場所をルパンに教え、その始末を託した。
スターン
声 - 小林修
「キラー・イン・キラーズ」の隊長。
ハインラインの研究所がある島を基地にしており、そこにしか生息しない「第三の太陽」の兵器転用を企んでいる。その島に潜入しようとしたルパンと次元を一度は襲ったものの、彼らの才能を高く評価し、自分の組織に引き入れるためにわざと泳がせる一方で、島から第三の太陽を勝手に持ち出そうとした者は、たとえそれが自分の部下であろうと容赦なく手にかけるという、打算的かつ残虐な性格の持ち主。後に第三の太陽を刈り取るためにハインラインの研究所を部下を率いて襲撃し、ルパンを監獄に閉じ込めた上で、彼に「第三の太陽を売り捌くためにルパンシンジケートと手を組もう」「核弾頭に積まれたまま潜水艦と共に島の沖合に沈んでいる第三の太陽の製品化第一号の場所を突き止めて欲しい」という話を持ちかけるが、ルパンに上手くかわされ、その後脱獄を許してしまい、そして自分達が刈り取ろうとしていた第三の太陽を徹底的に焼き払われてしまい、挙句の果てに、核弾頭もルパンによって起爆装置を外されてしまった（スターン自身は、直前に不二子によって後ろから拳銃で気絶させられた）。
なお、ルパンはこの核弾頭に乗って日本まで帰ろうとしたが、不二子が同乗したことにより100ｍ程しか飛べず、結局のところ再び海に沈んでしまった。

### 4話「脱獄のチャンスは一度」
和尚
死刑判決を受け黒姫刑務所に収監されたルパンへの説法のため刑務所に通う。
通勤に使う車両が自転車→スクーター→セダン→高級オープンカーにグレードアップ。そんな和尚に目を付けた次元は死刑執行の日に彼に変装し、銭形の動向を見ながらルパンに脱獄のチャンスを与えようとするが、ルパンは「俺は俺の流儀で行く」と言って拒否し、次元はそれを受け入れた。　
原作では次元に変装されることはなく、最後まで本人が登場。死刑執行当日になっても自身がルパンではないと主張し続け、あろうことか「和尚こそ本物のルパンだ」と叫ぶルパンの姿に落胆し、「救われん…」と言いながら去っていった。

### 5話「十三代五ェ門登場」
百地 三太夫（ももち さんだゆう）
声 - 雨森雅司、浦山迅（ルパンは今も燃えているか？）
石川五ェ門の師匠。50年間で5000人もの人物を殺し、「伊賀の死神」という異名を持つ。
五ェ門を百地流殺法の後継者として育てていたが、実は老齢のため、弟子の五ェ門に剣で負ける程にまで衰えており、虚栄心から不二子を使って五ェ門とルパンを対決・共倒れさせ、「殺しの世界チャンピオン」に返り咲こうと企むも、後に不二子に報酬を渡す際に、床下に潜んでいた五ェ門の殺気を察知、咄嗟に三文芝居を打って窮地を逃れ、五ェ門の躊躇を未熟者と指摘、用意していた気球で逃げようとしたところを、気球はルパンに狙撃され、爆発・墜落した。
文豪柴田錬三郎を模している。
後にテレビスペシャル第6作『燃えよ斬鉄剣』に、この百地党の流れを組む五ェ門の兄弟弟子・幻斎（声 - 銀河万丈）が登場する。

### 6話「雨の午後はヤバイゼ」
カマイタチ
声 - 大塚周夫
暗黒街のボス。ある秘密を守るため、自ら記憶喪失装置に入る。数日後、心臓麻痺によって死亡した。
実は自分の体内に「キリマンジャロの星」という、半年前に紛失したとされるダイヤを隠していたのである。ルパンと次元は、彼の部下であったマンダラの辰に加えてハンマーの岩鉄を仲間に引き入れ、彼の遺体が警察によって護送される最中にその体内からキリマンジャロの星を盗み出すという作戦を決行し、まんまと成功したのだが、不二子に横取りされてしまった。
マンダラの辰（ - たつ）
声 - 富山敬
記憶喪失となったボスの部下としてルパンを襲う。
ボスが亡くなった後はルパンの仲間になり、上記の作戦を決行する。しかし、盗み出すことに成功したダイヤを不二子に横取りされた際、バイクで走り去る彼女の後ろに跨るという裏切り行為を働いたため、直後に次元によって射殺されてしまう。
愛用拳銃は、エルマベルケ・MP40。愛車は、ジャガー・X420と、ジャガーXJ6。
ハンマーの岩鉄（ - がんてつ）
声 - 富田耕生
次元に雇われたルパンの協力者で、身軽さが武器。
同様に作戦を決行し見事に成功させたが、上記のマンダラの辰とは違い、最後まで裏切ることはなかった。
お子様ランチ（ - こさま - ）
声 - 加藤治
不二子の部下として登場した眼鏡の男。次元曰く「マズい面（つら）」。「お子様ランチ」は通称で本名は不明。
次元に化けるが、ルパンにあっさり見破られ、直後にマンダラの辰に射殺された。
愛車は、ルノー4CV。

### 7話「狼は狼を呼ぶ」
示刀流総帥（じとうりゅうそうすい）
声 - 永井一郎
闇の業界で知られた顔役。
「鉄を斬れる刀」の製法を記した秘伝書をルパン二世から盗み出し、今の地位を築いた。五ェ門を指南役兼秘伝書のボディガードとして招いている。しかし、秘伝書の内容を息子であるルパン三世に知られてしまい、その場でそれを聞いた五ェ門の提案で彼との決闘に応じることとなった。そして、一旦は上半身を鉄鎧で固めたルパンを追い詰めたかに見えたが、ルパンを追い掛け回す最中、ルパンが密かに仕掛けておいた落とし穴に嵌まって身動きが取れなくなってしまい、秘伝書をルパン三世に明け渡すことになった挙句、五ェ門にも見捨てられてしまった。
因みに、その後五ェ門はルパン三世との決闘に敗れたものの、互いの実力を認め合い、仲間となった。
藤波 吟子（ふじなみ ぎんこ）
声 - 二階堂有希子
不二子の変装。「獅子鼻赤兵衛」「堀野海金（ぽるのかいきん）」「北海道のシシャモ」を部下に持つ。
対照的に全くの丸腰だったルパンをあっさりと出し抜いて、上記の秘伝書を盗み出そうとしたが、待ち伏せていた五ェ門と対面することとなり、一旦は退散した（しかし秘伝書はルパンによって爆弾にすり替えられていた）。その後、ルパンが示刀流総帥との対決に勝利したのを横目に、秘伝書をセスナ機からロープ伝いに盗むことに成功し、笑いながら去って行った。しかし、実のところ真っ赤な偽物を掴まされたことに全く気付かずじまいであり、肝心の本物の秘伝書は五ェ門から直接ルパンに手渡されたのであった。
ルパン二世（ルパンにせい）
声 - 北川国彦
かつて示刀流総帥に挑み、短剣で刀を切り捨てた。しかしその一方で、自分の手下が彼に騙されたことで、上記の秘伝書を盗まれてしまった。
息子のルパン三世はその秘伝書を奪うために彼に挑戦することにしたのだが、そこで第5話「十三代五ェ門登場」にて敵対した五ェ門と再度対峙することとなる。そして、彼の話から秘伝書の内容を知ったルパン三世は五ェ門の提案で彼と決闘し、ずる賢くも勝利して、五ェ門から秘伝書を直接受け取ったのだが、その代わりに再度五ェ門と対決することとなった。そして、五ェ門にも同じ落とし穴作戦で勝利したが、後に乗っていた車を真っ二つにされてしまい、怒ったルパンは五ェ門を追い掛け回したが、途中から笑い出した五ェ門につられてルパンも笑い出し、遂には互いに肩を寄せ合って笑い合うようになった。この瞬間から、ルパン三世と五ェ門は互いの実力を認め合い、仲間となった。

### 8話「全員集合トランプ作戦」
Mr.ゴールド
声 - 島宇志夫
マフィアのドン。幸運を呼ぶと言われるナポレオントランプの持ち主。表向きはカジノ経営を行う資産家であるが、裏では暗黒街のボスでもある。
自身の誕生パーティーの会場でルパンにナポレオントランプを奪われたものの、その幅広い人脈を利用して（警視総監とは20年来の親友であることに加え、ルパンに奪われたナポレオントランプ自体に発信機を仕掛けていた）、警察の指揮を執りルパン達を追い詰めていく。しかし、追い詰めた先でトランプに仕掛けた発信機を処分され、おまけにルパンから頭に石をぶつけられ気絶させられた。終いには、銭形の目の前で、自身に変装したルパンに、他の一味3人を乗せた凧をロープで車に結び付けるという手口で脱出を許してしまい、結局のところ失敗に終わる。
後に第18話「美人コンテストをマークせよ」にて再登場。スミスの盗品絵画を専門とした非合法オークション入札を行っていたが、駆けつけた銭形に「婦女誘拐」・「婦女売買」の容疑を掛けられ、逮捕される。
ジョーカー
声 - 山田俊司
ナポレオントランプのジョーカーカード。
何年も前に突然不二子の目の前に現れ、今回の一件でルパン達を呼び寄せた。自分のカードに発信機を仕掛けたMr.ゴールドを嫌っており、ルパンの働きで脱出に成功した後、凧の上で不二子に盗んでくれたことに対する感謝の意を告げ、何処かへ飛んで行った。

### 9話「殺し屋はブルースを歌う」
プーン
声 - 本郷淳、斧アツシ（ルパンは今も燃えているか？）
3年前まで不二子と組んでいた殺し屋で、彼女と組んでいた頃は「黄金のコンビ」と称されるほどの充実した日々を過ごしていた。だが、ある仕事で失敗した不二子の抹殺を命じられるが果たせず、殺し屋の組織を追われてしまった。実は殺し損ねたように見せかけて、不二子を逃がしていた。
その後、不二子がまだ生きていると聞いた彼は、彼女を捜すために再び日本を訪れ、連れ去ったものの彼女は瀕死の重傷を負っていたため、山小屋に匿っていた。その時不二子は、意識が朦朧とする中、うなされるようにプーンの名を繰り返し呟き、涙を流していた。その傍ら、近くまで来ていたルパンからは再三不二子の身柄の返還を要求されるが断っていた。ルパンは隙を突いて山小屋へ突入し、不二子を連れ戻そうとする。ブーンがルパンを撃とうとした時、不二子に撃たれ、再び不二子とチームを組みたかったと言い残して息を引き取る。プーンの死に次元は哀悼の意を捧げている。
なお原作での名前は「ブーン」。
愛用拳銃は、ルガーP08。愛車は、モーガン。殺しの腕前は本物である。
キャップ
声 - 新井和夫　
プーンと顔見知りの悪党。
彼と共に不二子を連れ去ろうと病院に踏み込んだ際に、マシンガンで次元の利き腕である右腕を負傷させた。さらに、彼と共に不二子を匿っている山小屋から銃撃を浴びせて、ルパン達が一歩でも近づけないようにしていた。しかし、ルパンは不二子の治療のための道具を弓で射込み、隙を突かれて気絶させられた。
原作では名前は不明。最後は弓で射込まれた竹槍が刺さり死亡する。
愛用拳銃は、モーゼルC96とエルマベルケ・MP40。

### 10話「ニセ札つくりを狙え!」
ウクライナ男爵
声 - 中田浩二
偽札作りの大物。
ルパンにコケにされたのを期に、伝説の偽札作りイワノフを探し始める。しかし古城に乗り込んだ際、銀ギツネのオペラグラスに仕込まれていた銃の弾丸を受け死亡。
愛用拳銃は、ルガーP08。
フリンチ
声 - 細井重之
男爵の部下。ルパンと壮絶な殴り合いを展開し、最終的にルパンとプロとして互いに認め合う。
原作に「クリフ・不私刑（フリンチ）」という名の人物が登場するが、名前以外は無関係。
ウクライナの銀ギツネ
声 - 津田マリ子
男爵の叔母。かつての偽札作りの大物。現在は引退し、雪山の古城でイワノフと暮らしている。ルパンのこともよく知っており、彼が銭形に変装して乗り込んでもあっさりと正体を見破った。
古城に乗り込んだウクライナ男爵をオペラグラスに仕込んだ銃で射殺したが、息絶える直前に彼の銃弾を受けて共倒れになり、駆け寄ったイワノフに「自由に生きなさい」と別れを告げて息を引き取った。
イワノフ
声 - 峰恵研
伝説的な偽札作りの技術者で、かつては「偽札作りにかけてはミクロの指」との異名を取っていた。しかし現在は、「奥様」と慕う「ウクライナの銀ギツネ」の元で、趣味の時計に囲まれて静かな隠遁生活を送っている。
その後、古城の自爆装置を作動させ、射殺された銀ギツネと運命を共にした。

### 11話「7番目の橋が落ちるとき」
ボルボ
声 - 辻村真人
現金輸送車強奪のためルパンの名を騙り、街中の橋を破壊していた男。その目的のために橋を爆破したことで多くの死傷者を出したり、何の関係もない少女リーサを誘拐し、彼女の命と引き換えにルパンに計画を遂行させようとしたりするなど、目的のためには手段を選ばない冷酷非道な性格の持ち主。
最終的にリーサを人質に取り現金を持ってボートで逃走するも、後ろから追って来たルパンにワルサーP38で撃たれ、そのまま海に落ちて死亡する。
なお名前は本編中一切出て来ない。
原作では橋を破壊していたのは夫の復讐を狙ったパイカルの妻、何の関係もない女を人質にしてルパンに犯罪を強要したのはそれを理由にルパンを逮捕して手柄を立てようとした悪徳刑事（両者とも名前は不明）であり、それぞれ別人である上に、いずれも容姿や人物像、目的がボルボとは異なる。
リーサ
声 - 吉田理保子
ボルボに誘拐された少女。
性格は純粋でとても優しい一面があるが、やって来た銭形に勇気を振り絞ってボルボを告発した。
原作では名称不明の女で、容姿はリーサとは異なる。正体は前述の悪徳刑事の協力者であり、手柄のためにルパンに殺しまでさせたその非道ぶりがルパンの怒りを買って刑事共々殺される。

### 12話「誰が最後に笑ったか」
ハヤテ
声 - 柴田秀勝
某組織の部隊長。
アイヌの黄金像に隠された、秘宝の地図を奪取するのが目的。「直情型のバカ」と次元に評される。
不二子の動きを利用し、加えて長老を囮にして二つの黄金像を奪うことに成功したが、ルパン殺害には失敗し、それどころかルパンと次元によって村の家々を次々に爆破され、さらに村から逃げ出したところを地雷によって徹底的に攻撃され尽くしてしまう。その後、ルパンと次元から「逃がしてやる」と言われたものの、「作戦に失敗した者はその死を以て償う」という組織のモットーを最後まで貫き、二つの黄金像もろとも自ら地雷の餌食となった。その結果、二つの黄金像はバラバラになってしまった。
長老
声 - 矢田耕司
アイヌの老人。
村に最後に残った財産、二つの黄金像を売りに出そうとするが、ハヤテらに捕われる。しかし図太い神経の持ち主で、ハヤテの脅しにも動じず、ルパンが身包みを剥いでまで金を出してもなかなか二つの黄金像を見せようとはしなかった（但し後者はハヤテの作戦に乗せられた上で実行したものであった）。そして、予めすり替えておいた偽の隠し金山の在処を示した地図を持った不二子が後ろにルパンと次元を引きずりながら去って行くのを見ながら、「やっぱり最後に笑ったのはワシじゃ」と言って、ルパンから身包みを剥いでまで奪い取った金も含めて老後をのんびり過ごすとした。
スミト、クマソ
声 - 池水通洋
ハヤテの部下。
スミトは作戦失敗の責を負わされ、処刑される。

### 13話「タイムマシンに気をつけろ!」
魔毛 狂介（まもう きょうすけ）
声 - 家弓家正、村治学（ルパンは今も燃えているか？）
ヒューゴー賞を受賞したSF作家。タイムマシンを製作した科学者で、自らが製作したタイムマシンで過去と未来を自由に行き来できるが、その精神に破綻を来している。
自身の一族がルパン十三世によって2874年3月31日に滅ぼされるのを防ぐため、過去に遡ってルパン三世の祖先を殺し、そして現在のルパン三世の存在自体を消すことで晴らそうとするが、逆に現在をあたかも過去（ルパン三世に最も容貌が似ていたという祖先の「川向の次郎吉」が生きていたとされる嘉永三年（但しこれはルパンが摩毛狂介を陥れるための芝居であり、事実関係は不明））のようにセットと変装を駆使して見せかけるというルパン達の作戦に嵌まり、タイムマシンを完全に破壊されてしまう。
愛用拳銃は、モーゼルC96。
誕生年は1932年（山田康雄と同じ）。誕生日は11月18日（出崎統と同じ）。
原作では父親をルパンの子孫に殺された未来人という設定で、最後はルパンたちに殺される。
袋小路（ふくろこうじ）
声 - 雨森雅司
黄金像の持ち主だが、彼に変装したルパンによってあっけなく奪われる。
その後魔毛によって彼の先祖が殺害されたため、存在そのものが消えてしまう。

### 14話「エメラルドの秘密」
キャサリン・マーチン
声 - 増山江威子
「ハリウッドの女王」と称される女優。シーザーがクレオパトラに贈ったとされるエメラルド「ナイルの瞳」所有者。
常に替え玉を胸に飾っていて、ルパンと不二子の正体も見抜いており、彼らの必死の追及を遊びのように楽しむ。愛猫の名前はベル。
実は本物の「ナイルの瞳」は彼女がベルの右眼に隠していたのだが、土壇場でルパンに盗まれてしまう。必死でベルを捜すも、最終的にはベルが眼帯をした状態で現れたのを見た瞬間に卒倒し、銭形に詰め寄る。
レイモンド
声 - 山田俊司
億万長者。キャサリンの婚約者で、いつもキャサリンの言いなりであると噂されている。

### 15話「ルパンを捕まえてヨーロッパへ行こう」
金満（きんまん）
声 - 塩見龍介
悪趣味な成金で、訛りがひどい。
自らの姿を時価三億円の黄金像として自身の屋敷である金満邸に飾っている。その黄金像の下には自家発電の起動スイッチが隠されており、不二子の働きで停電となった金満邸に、戦時中に掘られた防空壕から侵入したルパンがそれを盗んだことで自家発電が起動されたため、ルパンの行動が金満と彼に協力する銭形達にバレる結果となった。直後、事前に防空壕を発見しルパンの行動を予測した銭形が罠を仕掛けていたことで、ルパンは逮捕され、銭形のヨーロッパ行き（国際警察会議のヨーロッパ大会への代表参加）が実現することとなった。だが実は、同時に空撮にてルパン達も防空壕を発見しており、そこから不二子のアイデアでルパンはわざと捕まっていたのである。その後、事前に牢獄に仕掛けておいた七つ道具でルパンはまんまと脱獄に成功し、そしてルパン達は、羽田空港で銭形の偉業を称える観衆に紛れて銭形を見送った。その光景を見た銭形は満面の笑みから一転、「俺は降りるぞ！」と言って狂乱し、スチュワーデスに忠告される。その傍ら、ルパンの脱獄を知らない金満は屋敷の警備を解き、肝心の黄金像は銭形によって警視庁の貸金庫に保管されることが提案されたが、既に脱獄していたルパンとその一味にとっては却って好都合となる。最終的に金満は、警察官に変装したルパン達に騙され、黄金像を渡してしまう。

### 16話「宝石横取り作戦」
ビーバー
声 - 木村晃
ビーバー宝石店店主。
宝石密輸で稼いでいたが、ルパン達のターゲットとなった。そして、清掃局の作業員に変装したルパン達に襲撃され、店内の全宝石を根こそぎ盗まれてしまう。後にルパン達を捕まえて全宝石を取り返そうとするが宝石密輸容疑が警視庁に発覚し、銭形らに逮捕された。

### 17話「罠にかかったルパン」
星影 銀子（ほしかげ ぎんこ）
声 - 平井道子
ルパン達を罠に嵌めたキャバレーの女主人。
ルパン達に時限爆弾付き腕時計を装着させ、自身の身代金・30億円を払うことを強要する。最終的にはルパン達によって約束通り身代金は支払われ、ルパンは不二子の身柄の返還を要求するが、実は最初から不二子は彼女とグルだったのである。2人はまんまとルパン達を欺くことに成功したかと思われたが、2人の乗る車にはルパンによって予め爆弾が仕掛けられており、その爆発に身代金もろとも巻き込まれてしまう。その直後に降り注ぐ大量の紙幣（身代金）に2人は狂喜するが、その紙幣にはルパンによって印刷の際に悪戯が施されており、現金としては使い物にならなくなっていた。
このエピソードは、早川ナオヤの作画による『ルパン三世H』でコミカライズされたが、紙幣が使い物にならないことを知って力なく崩れ落ちた銀子の姿が最後のページに加えられている。ちなみにグルだった不二子は、ルパンに紙幣を悪戯されたことを本気で悔しがった。

### 18話「美人コンテストをマークせよ」
スミス
声 - 新井和夫
かつての名画泥棒。
その売買のため、自らプロモーターとなり、美人コンテストを陽動として仕掛ける。しかし、最終的には駆けつけた銭形に「婦女誘拐」・「婦女売買」の容疑を掛けられ、逮捕される。実際には、彼の盗品絵画を専門とした、美人コンテストを装った非合法オークションにて彼の手下達がその絵画を入札していたのだが、それを嗅ぎつけたルパン達の策略で美人達にすり替えられていたのである。そして肝心の盗品絵画は、ルパン達によって彼らの乗る船の帆にされてしまい、それを見たスミス達が口々に「それは私の（買った）絵だ、返せ！」と叫んだことで、自らの犯行が銭形に露見する結果となった。

### 19話「どっちが勝つか三代目!」
ガニマール三世（ガニマールさんせい）
声 - 伊藤克
かつてルパン一世（アルセーヌ・ルパン）と対決したガニマール警部の孫で、彼の遺品を「ガラクタ同然、一文の値打ちもない」としてその孫のルパン三世を挑発する。そして「論理と科学」を謳い、なおかつ銭形とは警備指針を巡って対立しつつ、化け物じみた物量作戦を決行して、ルパン一世の遺品の展示をはじめ多くのイベントが催された「フランスフェア」の警備に当たる。その中でも、ルパン一世の遺品を「ネズミ捕りの餌」、その展示会場を「ルパンをおびき寄せる巨大なネズミ捕り」と称し、特に厳重に警備していた。しかし、銭形共々ルパン三世の仕掛けた非常に大掛かりな変装作戦に翻弄され、ルパン一世の遺品を全て盗まれてしまう結果となった。

### 20話「ニセルパンを捕まえろ!」
ジンベエ
声 - 中田浩二
ルパン一世の記した、泥棒指南の極意書「盗術書」により栄えるドロボウ島に住み、「元祖ルパン」の名を騙って盗みを働いていた張本人。
盗術書を利用しただけでなく、勝手にルパンの名前を騙って荒稼ぎをしていたために、ルパンを敵に回す事になる。自分の盗みの技に自信を持っているが、所詮はマニュアルで成果を挙げた物真似に過ぎず、散々ルパンに欺かれ続けた結果、最終的には銭形にも島の秘密を知られ、島民共々逮捕されてしまう。
身体能力はルパンにも引けを取らないほどのものがあり、じっちゃまが島に潜入したルパンをテストするために行った「岩ころび」の荒行を難なくこなせる。ルパンはこの荒行で服も靴もボロボロになるほどになってのびてしまい、独房で目を覚ました際には「ひどく乱暴なゲームだぜ…」と堪えた様子を見せた。
じっちゃま
声 - 千葉順二
ドロボウ島の長。アルセーヌ・ルパンを尊敬している。見た目は老いた老人だが、ドロボウである。
ジンベエには自分の実力に溺れるなと再三忠告するが、ほとんど焼け石に水の状態であり、最終的には警察に逮捕される。
おばば
声 - 北浜晴子
ドロボウ島の長。じっちゃまと同じくドロボウである。
最終的には警察に逮捕される。
マルケン
声 - 飯田和平
ルパン一世の記した、泥棒指南の極意書「盗術書」により栄えるドロボウ島の島民。
その手口からルパンの不興を買い、島に乗り込まれた後、最終的には警察に逮捕される。

### 21話「ジャジャ馬娘を助けだせ!」
牧田 リエ（まきた リエ）
声 - 平井道子
ケン牧田の娘であるが、父親の秘密を知らない。
ジョージ滝川の人質となるが、自分が誘拐されたのだと気付いていない。そのため、救出に来たルパンに食ってかかるジャジャ馬娘でもある。その救出の最中、追ってくるジョージ滝川らを助けに来たのだと思ったため、その車を次元が銃撃によって停止させたことでさらに彼女の怒りが増し、ルパンは車の運転がままならなくなり、遂にはルパン達と共に崖から転落してしまう。その直後に警察に連絡したため、ルパンはリエを誘拐した犯人として銭形に追われることとなる。だが、ルパンを逮捕するためにやってきた銭形たちにジョージが銃撃したことで、彼の行動に疑問を持ち始める。廃線になった森林鉄道でルパンと行動を共にする途中、ジョージが線路に仕掛けたダイナマイトの爆発によってルパンと共に崖下に転落してしまう。ルパンの胸元から出てきた写真に、ルパン二世と共に写る自分の父親であるケン牧田の姿を認めたため、そこで初めて彼女は父親が泥棒であったことを知り、ショックから父親への恨み言を喚き続けるが、ルパンに止められて「パパに八つ当たりしたいなら、パパに会ってからにしろ」と諭される。 その後、ルパンはリエに別れを告げ、銭形達の追跡をかわす一方で、リエは銭形達に封鎖された鉄橋へと向かった。そして彼女はその鉄橋で、別れ際にルパンに言われた通りに銭形に告げたことで通行を許され、無事父親との再会を果たした。
気が強い一方でなかなかの美女であるが、諭すためとはいえ、ルパンが横っ面を殴った数少ない女性キャラクターである。
ケン牧田（ケン まきた）
声 - 勝田久
ルパン二世の下でかつて世界一の金庫破りとの異名を取ったが、ルパン二世が死んでからは足を洗って田舎で一人娘リエとひっそり暮らしていた。だがリエをジョージ滝川に確保されたため、ルパン三世に救出を頼む。
最後は銭形に封鎖されていた鉄橋の上で、無事にリエとの再会を果たす。
ジョージ滝川（ジョージ たきがわ）
声 - 富田耕生
ルパン二世・ケン牧田と組んでいた悪党で、今は牧場主。
ケンに金庫破りを迫るため、リエを人質にする。そのリエがルパン三世にさらわれたため、連れ戻そうと彼の車を追っていくが、次元の銃撃によって自分達の車を停止させられてしまう。その後はヘリコプターで追跡するが、ルパンを逮捕しようとする銭形にまで銃撃したため、リエに疑問を抱かれる。最終的には、ルパンが木を用いて作った即席の大型弓矢によってヘリコプターを破壊され、手下ともども墜落していった。

### 第22話「先手必勝コンピューター作戦!」
ゴードン
声 - 兼本新吾
FBIから派遣されたコンピュータ技師。能力は優秀だが、コンピューターの力を妄信し過ぎている節がある。
犯罪予測可能なコンピュータを用いてルパン逮捕を目指し、一度はルパン達の現金輸送列車襲撃作戦を完璧に予測し、次元・五エ門二人の逮捕には成功するも、その際の銭形の勝手な行動により、ルパンには逃げられてしまう。
その後ルパンの次元・五エ門救出作戦も「自分を誘拐して成り代わり、でっち上げの予測をして裏をかく形で二人を救出する」と、こちらも完璧に予測。途中まではその通りとなるのだが、「人間の『気まぐれ』までは予測出来ない」という盲点を突かれてしまった結果、ルパンに気まぐれで計画変更される形で次元と五ェ門の二人を奪還されてしまう。更に、コンピューターの予測通りにわざと誘拐された結果、逆にそれを利用される形で自身が「変装したルパンの姿」の替え玉にされてしまい、間違われて警察に捕まってしまう等、結局の所は見事に裏をかかれて散々な目に遭う。

### 第23話「黄金の大勝負!」
ゲスト未登場。今回は以下の通り。
アジト壊滅作戦
地下鉄工事現場で見つかった時価数百億の埋蔵金を狙うルパン達に対し、銭形が自らの辞職を賭けて警視総監に提案した作戦。内容は、現場でルパンを逮捕するのではなくルパンが所有しているアジトを一つ残らず破壊することで逃げ場を完全に防ぐというもの。
一度目はルパンのアジトを見つけ、上空をヘリで、アジト周辺や地下通路は機動隊で包囲したが、そのために交通規制をしたことで人通りが少ないことに不信感を抱いたルパン達が機動隊に変装し、突入した機動隊に紛れて部屋にある薬品を遺留品と見て鑑識に持っていくことでまんまと脱出したために失敗、二度目は大日本銀行にて弁当の店員に変装した不二子の配った睡眠薬入り弁当を食べて眠った隙に埋蔵金を全てルパン達に奪われるも、実は埋蔵金の中に電波発信機入りの偽の小判を紛れ込ませていたので今度こそルパンのアジトを発見出来るかと思われたが、計画があまりにも上手く行き過ぎたことに疑念を抱いたルパンが小判の中の発信機を発見、偽の小判を清掃局の清掃車に一台に付き一枚いれることで東京中に散らばせて捜査を撹乱し、またしてもルパンの大勝利かと思われた。
ところが清掃車がルパンのアジトがある湾岸の埋め立て地に向かうことまで計算に入っていなかったために、信号が埋め立て地に一斉に向かうのを見た銭形がパトカーを引き連れてアジトを包囲、完全にルパンを追い詰めたと思われる中、自分のミスが許せないと言うルパンは仲間たちと共に自死を選択、慌てて引き留めようとする銭形に別れを告げて金庫に入り、埋め立て地に仕組んだ爆弾で仲間共々爆死...したかに見えたが実はドラム缶の中に隠れてやり過ごしており、そのドラム缶に気づいた銭形が追いかけ、泳いで陸へ向かうルパンとそれを追跡する銭形のシーンで終わった。